# Campionat de la WNBA
Els campions de les edicions disputades de la WNBA són els següents:

## Historial
| Temporada | Campió              | Resultat | Subcampió           | Finalista Oest      | Finalista Est      |
| --------- | ------------------- | -------- | ------------------- | ------------------- | ------------------ |
| 1997      | Houston Comets      | 1 - 0    | New York Liberty    | Charlotte Sting     | Phoenix Mercury    |
| 1998      | Houston Comets      | 2 - 1    | Phoenix Mercury     | Charlotte Sting     | Cleveland Rockers  |
| 1999      | Houston Comets      | 2 - 1    | New York Liberty    | Los Angeles Sparks  | Charlotte Sting    |
| 2000      | Houston Comets      | 2 - 0    | New York Liberty    | Los Angeles Sparks  | Cleveland Rockers  |
| 2001      | Los Angeles Sparks  | 2 - 0    | Charlotte Sting     | Sacramento Monarchs | New York liberty   |
| 2002      | Los Angeles Sparks  | 2 - 0    | New York Liberty    | Utah Starzz         | Washington Mystics |
| 2003      | Detroit Shock       | 2 - 1    | Los Angeles Sparks  | Sacramento Monarchs | Connecticut Sun    |
| 2004      | Seattle Storm       | 2 - 1    | Connecticut Sun     | Sacramento Monarchs | New York Liberty   |
| 2005      | Sacramento Monarchs | 3 - 1    | Connecticut Sun     | Houston Comets      | Indiana Fever      |
| 2006      | Detroit Shock       | 3 - 2    | Sacramento Monarchs | Los Angeles Sparks  | Connecticut Sun    |
| 2007      | Phoenix Mercury     | 3 - 2    | Detroit Shock       | San Antonio Stars   | Indiana Fever      |
| 2008      | Detroit Shock       | 3 - 0    | San Antonio Stars   | Los Angeles Sparks  | New York Liberty   |
| 2009      | Phoenix Mercury     | 3 - 2    | Indiana Fever       | Los Angeles Sparks  | Detroit Shock      |
| 2010      | Seattle Storm       | 3 - 0    | Atlanta Dream       | Phoenix Mercury     | New York Liberty   |
| 2011      | Minnesota Lynx      | 3 - 0    | Atlanta Dream       | Phoenix Mercury     | Indiana Fever      |
| 2012      | Indiana Fever       | 3 - 1    | Minnesota Lynx      | Los Angeles Sparks  | Connecticut Sun    |
| 2013      | Minnesota Lynx      | 3 - 0    | Atlanta Dream       | Phoenix Mercury     | Indiana Fever      |
| 2014      | Phoenix Mercury     | 3 - 0    | Chicago Sky         | Minnesota Lynx      | Indiana Fever      |
| 2015      | Minnesota Lynx      | 3 - 2    | Indiana Fever       | Phoenix Mercury     | New York Liberty   |
| 2016      | Los Angeles Sparks  | 3 - 2    | Minnesota Lynx      | Phoenix Mercury     | Chicago Sky        |
| 2017      | Minnesota Lynx      | 3 - 2    | Los Angeles Sparks  |                     |                    |
| 2018      | Seattle Storm       | 3 - 0    | Washington Mystics  |                     |                    |
| 2019      | Washington Mystics  | 3 - 2    | Connecticut Sun     |                     |                    |
| 2020      | Seattle Storm       | 3 - 0    | Las Vegas Aces      |                     |                    |

## Palmarès
| Equip                 | Títols | Subtítols | Anys campionats        | Anys subcampionats     |
| --------------------- | ------ | --------- | ---------------------- | ---------------------- |
| Minnesota Lynx        | 4      | 2         | 2011, 2013, 2015       | 2012, 2016             |
| Houston Comets D      | 4      | -         | 1997, 1998, 1999, 2000 | -                      |
| Seattle Storm         | 4      | -         | 2004, 2010, 2018, 2020 | -                      |
| Los Angeles Sparks    | 3      | 2         | 2001, 2002, 2015       | 2003, 2017             |
| Detroit Shock T       | 3      | 1         | 2003, 2006, 2008       | 2007                   |
| Phoenix Mercury       | 3      | 1         | 2007, 2009, 2014, 2017 | 1998                   |
| Sacramento Monarchs D | 1      | 1         | 2005                   | 2006                   |
| Indiana Fever         | 1      | 2         | 2012                   | 2009, 2015             |
| Washington Mystics    | 1      | 1         | 2018                   | 2019                   |
| New York Liberty      | -      | 4         | -                      | 1997, 1999, 2000, 2002 |
| Atlanta Dream         | -      | 3         | -                      | 2010, 2011, 2013       |
| Connecticut Sun       | -      | 3         | -                      | 2004, 2005, 2019       |
| Charlotte Sting D     | -      | 1         | -                      | 2001                   |
| San Antonio Stars D   | -      | 1         | -                      | 2008                   |
| Chicago Sky           | -      | 1         | -                      | 2015                   |
| Las Vegas Aces        | -      | 1         | -                      | 2020                   |

D - Equips desapareguts 
 T - Equips traslladats de ciutat